# Ваздух (основни елемент)
Ваздух или ветар је један од четири класична елемента заједно са водом, земљом и ватром у античкој грчкој филозофији и западној алхемији.

## Старогрчка и римска традиција
Према Платону се повезује са октаедром; ваздух се сматра и врућим и влажним. Стари Грци су користили две речи за ваздух: аер је означавао тамну доњу атмосферу, а етер је означавао светлу горњу атмосферу изнад облака. Платон, на пример, пише да „Тако је и са ваздухом: постоји најсјајнија сорта коју називамо етар, најмутнија коју називамо магла и тама, и друге врсте за које немамо име...“ Међу раним старогрчким предсократским филозофима, Анаксимен (средина 6. века пре нове ере) назвао је ваздух арх. Слично веровање неки древни извори приписују Диогену Аполонијату (крајем 5. века пре нове ере), који је такође повезивао ваздух са интелигенцијом и душом (психом), док други извори тврде да је његов арх био супстанца између ваздуха и ватре. Аристофан је пародирао таква учења у својој драми Облаци приписујући молитву ваздуху Сократу.
Ваздух је био један од многих архаја које су предложили пресократици, од којих је већина покушавала да све ствари сведе на једну супстанцу. Међутим, Емпедокле из Акрагаса (око 495-око 435. п. н. е.) одабрао је четири архаја за своја четири корена: ваздух, ватру, воду и земљу. Древна и модерна мишљења се разликују о томе да ли је он идентификовао ваздух божанским именом Хера, Аидонеус или чак Зевс . Емпедоклеови корени постали су четири класична елемента грчке филозофије. Платон (427–347 п. н. е.) је преузео четири елемента Емпедокла. У Тимеју, његовом главном космолошком дијалогу, Платонско тело повезано са ваздухом је октаедар који је формиран од осам једнакостраничних троуглова. Ово поставља ваздух између ватре и воде што је Платон сматрао прикладним јер је средњи по својој покретљивости, оштрини и способности продирања. Такође је рекао за ваздух да су његове мале компоненте тако глатке да се једва могу осетити.
Платонов ученик Аристотел (384–322. п. н. е.) развио је другачије објашњење за елементе засновано на паровима квалитета. Четири елемента су била концентрично распоређена око центра универзума да би формирала сублунарну сферу. Према Аристотелу, ваздух је и врућ и влажан и заузима место између ватре и воде међу елементарним сферама. Аристотел је дефинитивно одвојио ваздух од етра. За њега је етар био непроменљива, готово божанска супстанца која се налазила само на небесима, где је формирала небеске сфере.

### Хуморизам и темпераменти
| Хумор    | Годишње доба | Старости    | Елемент | Орган         | Квалитети       | Темперамент  |
| Крв      | пролеће      | детињство   | ваздух  | јетра         | влажна и топла  | оптимистичан |
| Жута жуч | лето         | младости    | ватра   | жучна кеса    | топло и суво    | колерик      |
| Црна жуч | јесен        | пунолетство | земља   | слезина       | суво и хладно   | меланхолик   |
| Флегма   | зима         | старост     | вода    | мозак / плућа | хладно и влажно | флегматик    |

У старогрчкој медицини, сваки од четири хумора постао је повезан са елементом. Крв је била хумор поистовећена са ваздухом, пошто су обоје били врући и мокри. Остале ствари повезане са ваздухом и крвљу у античкој и средњовековној медицини укључивале су сезону пролећа, јер је повећавала квалитет топлоте и влаге; сангвинички темперамент (особе у којој доминира крвни хумор); хермафродит (комбинује мушки квалитет топлоте са женским квалитетом влаге); и северна тачка компаса.

### Алхемија
Алхемијски симбол за ваздух је троугао окренут нагоре, преполовљен хоризонталном линијом.

## Савремена тумачења
Херметички ред Златне зоре, основан 1888. године, укључује ваздух и друге грчке класичне елементе у своја учења. Елементарно оружје које се асоцира са ваздухом је бодеж који мора бити обојен жутом бојом са магијским именима и обележјима исписаним љубичастом бојом. Сваки од елемената има неколико повезаних духовних бића. Арханђел ваздуха је Рафаел, анђео је Шасан, владар је Аријел, краљ је Паралда, а ваздушни елементали (који прате Парацелзуса ) називају се силфи. Ваздух је значајан и он се односи на горњу леву тачку пентаграма у Ритуалу врховног призивања Пентаграма. Многа од ових асоцијација Златне зоре су се даље проширила широм окултне заједнице.
У Златној зори и многим другим магичним системима, сваки елемент је повезан са једном од кардиналних тачака и стављен је под бригу стражарских кула. Куле стражаре потичу из Енохијанског система магије који је основао Ди. У Златној зори су представљени Енохијским елементарним плочама. Ваздух је повезан са истоком, који чува Прва караула.
Ваздух је један од пет елемената који се појављују у већини виканских и паганских традиција. На Вику је посебно утицао систем магије Златне зоре и мистицизам Алистера Кроулија.

## Паралеле у незападним традицијама
Ваздух није један од пет традиционалних кинеских класичних елемената . Ипак, верује се да је древни кинески концепт Ки или чи близак концепту ваздуха. Верује се да је Ки део сваког живог бића које постоји, као нека врста „животне силе“ или „духовне енергије“. Често се преводи као "проток енергије", или буквално као "ваздух" или "дах". (На пример, тианки, буквално "небески дах", кинеска је реч за "време"). Концепт чи-ја се често опредмећује, међутим ниједан научни доказ не подржава његово постојање.
Неки западни модерни окултисти изједначавају кинески класични елемент метала са ваздухом, други са дрветом због елементарне повезаности ветра и дрвета у багуи.
Енлил је био бог ваздуха у старом Сумеру. Шу је био староегипатско божанство ваздуха и муж Тефнут, богиње влаге. Постао је амблем снаге захваљујући својој улози у одвајању Нута од Геба. Шу је играо примарну улогу у Текстовима ковчега, који су биле чаролије намењене да помогну покојницима да безбедно дођу у царство загробног живота. На путу до неба, дух је морао да путује кроз ваздух као што указује једна чаролија: „Попео сам се у Шу, попео сам се на сунчеве зраке“.
Према џаинистичким веровањима, елемент ваздуха насељавају једночулна бића или духови звани ваиукаиа екендрија, за које се понекад каже да насељавају разне врсте ветрова као што су вихорови, циклони, монсуни, западни ветрови и пасати. Пре реинкарнације у други облик живота, духови могу остати као ваиукаиа екендрииа од једног тренутка до три хиљаде година, у зависности од карме духова.